# Punto di combustione
Con il termine punto di combustione si indica la temperatura alla quale un materiale prende fuoco e brucia per almeno 5 secondi. È una temperatura maggiore della temperatura di infiammabilità (o flash point), alla quale può avere inizio (in presenza di innesco) la combustione dei vapori del materiale in esame.
Il dispositivo utilizzato per la misura è solitamente denominato "Cleveland" o COC ("Cleveland Open Cup" =coppa aperta), e ha una temperatura di applicazione compresa tra i 79 °C e 400 °C.
In una coppa viene posto il campione da testare (bitumi, oli lubrificanti, saponi) che viene riscaldato con un gradiente di circa 17 °C al minuto fino a che la temperatura non raggiunge la temperatura prossima al presunto punto di fiamma (flash point), indi il gradiente di riscaldamento viene ridotto a 5,5 °C/min; una fiammella generata dalla combustione di gas metano o butano alta 5 mm lambisce il bordo superiore della coppa attraversandone il centro, la fiammella passa con un movimento uniforme nel tempo prescritto di 1,5 secondi percorrendo il diametro della coppa.
Il passaggio della fiammella avviene a ogni incremento di tre gradi della temperatura del campione, ogni volta in direzione opposta (ogni "esposizione" della fiammella sulla coppa avviene ogni tre gradi in direzione opposta alla precedente in quanto tale fiammella si trova all'estremità di un braccio oscillante che "sorvola" la coppa stessa).
Quando la miscela di aria e gas comburenti sprigionata dal campione che si riscalda si incendia visibilmente, ma tale lampo non è sostenuto da una fiamma per almeno 5 secondi continuativi, si osserva il punto di fiamma flash point che tuttavia viene ritenuto meno affidabile di quello ottenuto tramite il Dispositivo di Pensky-Martens. Infatti, a differenza di quest'ultimo, che utilizza una coppa chiusa munita di otturatore, questo primo lampo può essere stato influenzato dalla coppa aperta che può subire diluizioni incontrollate della miscela aria/comburente dovute a correnti d'aria.
Il gradiente di riscaldamento rimane a 5,5 °C/min così come l'intervallo di esposizione del campione alla fiammella: quando il campione si incendia visibilmente, sostenendo una combustione autonoma per almeno 5 secondi, l'ultima temperatura del campione misurata prima dell'esposizione della fiammella viene considerata come punto di fuoco.